# Dulcie Howes
Dulcie Howes (31 tháng 12 năm 1908 – 19 tháng 3 năm 1993) là một vũ công ba lê, giáo viên, biên đạo múa và giám đốc công ty người Nam Phi. Trong sự nghiệp biểu diễn của mình, cô nhận danh hiệu prima ballerina assoluta của ngành múa ba lê Nam Phi. Năm 1934, cô thành lập công ty và phát triển thành Cape Town City Ballet (Ba lê thành phố Cape Town) ngày nay.

## Cuộc sống và đào tạo ban đầu
Dulcie Howes được sinh ra ở thị trấn Little Brak River, ven biển ở cửa sông Little Brak (Klein-Brakrivier trong tiếng Afrikaans). Thị trấn nằm cách Vịnh Mossel  chỉ vài dặm về phía bắc, một thị trấn cảng thịnh vượng được thành lập khi người châu Âu đầu tiên đổ bộ vào miền nam châu Phi, sông Little Brak lúc đó là một tiền đồn của thực dân Anh, vì khu vực này là một phần của Cape Colony cho đến năm 1910. Howes là con gái của Justice Reed Howes, người di cư đến Nam Phi vào cuối Chiến tranh Boer lần thứ hai (1899-1902), và Muriel Alice (Lind) Howe. Cha Howes là hiệu trưởng Trường trung học nam sinh ở Oudtshoorn, "thủ đô đà điểu của thế giới", phía tây Cape, nhưng sau khi kết hôn, ông chuyển đến Cape Town, thủ đô lập pháp của thuộc địa Anh, nơi ông hành nghề luật sư bào chữa.
Khi còn là một cô gái, Howes được cha mẹ đăng ký vào lớp học "nhảy sáng tạo" với cô Helen Webb. Ở đó, "mặc một hồ bột, trắng, broderie anglaise choàng, với một màu xanh satin quanh eo rất đầy đặn (của cô)", cô được dạy cúi chào một cách duyên dáng, cách bắt tay và cách cúi chào người lớn tuổi. Ngẫu nhiên, cô cũng được dạy những điệu nhảy nhỏ để học sinh trình diễn. Cô được dạy vũ đạo đáng kể hơn nhờ Helen White, một trợ lý tại studio của Webb, người đã đi du học với nhà soạn nhạc Ý Enrico Cecchetti. Nhờ vậy, Howes được dạy kỹ càng kỹ thuật múa ba lê cơ bản. Năm 1922, ở tuổi mười bốn, cô trở thành một trong những học sinh đầu tiên của Trường nữ sinh Hershel, nhưng vào năm 1925, sau khi xem buổi lưu diễn của công ty Anna Pavlova tại Nhà hát Lớn Cape Town, cô đã quyết định chọn học múa ba lê làm sự nghiệp cho mình.
Được Webb và White khuyến khích, Howes tới London khi còn ở tuổi thiếu niên để tiếp tục học múa. Cô học phương pháp luyện tập múa ba lê của Cecchetti với Margaret Craske, kỹ thuật kịch câm với Tamara Karsavina, vũ điệu dân tộc và nhân vật với Friderica Derra de Morada, vũ điệu Tây Ban Nha với Elsa Brunelleschi nhưng không có cơ hội tìm hiểu về việc sản xuất các tác phẩm sân khấu. Cô cũng có thể đã tham gia các lớp học khiêu vũ trong những năm đầu tuổi hai mươi. Năm 1927, cô lần đầu tham gia đoàn múa chuyên nghiệp với công ty lưu diễn Anna Pavlova một thời gian ngắn, nhưng năm 1928, cô trở về Nam Phi với ước mơ thành lập một công ty múa ba lê lớn ở quê nhà. Tầm nhìn và quyết tâm của cô cuối cùng đã có ảnh hưởng sâu sắc đến lịch sử ngành múa Nam Phi.

## Sự nghiệp
Trong vài năm sau khi trở về Nam Phi, Howes dạy tại các studio tư nhân ở Rondebosch, ngoại ô của Cape Town và ở Johannesburg thuộc tỉnh Transvaal phía bắc. Năm 1934, một sự kiện quan trọng xảy ra thay đổi cuộc đời cô: Giáo sư William Bell, trưởng khoa Âm nhạc tại Đại học Cape Town (UCT) mời cô tham gia làm nhân viên trường đại học và mở trường múa ba lê. Cô không do dự mà nhận lời. Học sinh của cô tại trường này đã thành lập hạt nhân của một nhóm biểu diễn phát triển thành Công ty Ba lê UCT. Từ thời điểm hình thành, Howes kiên quyết rằng công ty sẽ trao cơ hội cho nhân tài, bất kể chủng tộc hay màu da. Từ năm 1941 trở đi, trường bao gồm khóa học diploma ba năm, mở rộng năm 1998 thành chương trình cấp bằng đại học. Công ty đã tổ chức các tour diễn khắp Nam Phi, thông qua đường sắt và đường bộ, đến các thị trấn xa và lớn, trình diễn vượt ra khỏi biên giới của đất nước, ở Nam Rhodesia (nay là Zimbabwe), Bắc Rhodesia (nay là Zambia), Tây Nam Phi (nay là Namibia) và Mozambique. Howes vừa là vũ công chính vừa là biên đạo múa chính của công ty trong nhiều năm, và cũng là quản trị viên, quản lý vũ công ba lê chính, người giám sát trang phục, và đôi khi là nghệ sĩ sân khấu. Theo mọi người, cô chỉ là một nghệ sĩ có năng lực trên sân khấu, điều này ngay chính cô cũng thừa nhận mình không phải là biên đạo múa giỏi. Nhưng cô đã có thể truyền tình yêu khiêu vũ và sân khấu tới người khác thông qua lòng nhiệt tình tuyệt đối khi làm việc. Điều này tạo nên ảnh hưởng mãi mãi đến lịch sử ngành múa của đất nước Nam Phi.